# 피남팡 다툭 피터 모준틴 국립중등학교
피남팡다툭피터모준틴중학교(말레이어: SMK Datuk Peter Mojuntin Penampang)는 말레이시아 사바주 피남팡에 위치한 중학교이다. 사바의 주도인 코타키나발루 부근에 있다. 약칭은 SMKDPN이다.

## 역사
피남팡다툭피터모준틴중학교, 지역체육학교, "르스타리(Lestari; 불변의, 영원한)" 학교는 코타키나발루로부터 15km가량 떨어져 있는 교외 학교이다. 학교의 이름은 사바의 정치인으로 1976년 비행기 사고로 서거한 피터 모준틴의 이름을 딴 것이다. 1979년 2월 27일 당시 교육부 장관이었던 무사 히탐(훗날 부총리가 됨)에 의해 개교하였다.
2002년 YB와 교육부 등의 도움으로 학교 건물 페인트칠을 다시 했으며 강당, 스쿼시 경기장, 기숙사 및 식당, 컴퓨터실, 대비실 및 발명 스튜디오가 새로 개관했다.

## 학교 구성
총 99명의 교사와 15명의 비교직원, 1365명의 학생들로 구성되어있으며 현 교장은 누르아이니 파우지아흐 데린(Nuraini Fauziah Derin)이다. 학생들은 주로 카다잔/두순인이며 대개 부아얀, 트리안, 롱코궁안 등 변두리 및 외딴 지역 출신들이다.
3개의 경영 시스템이 있는데, 그것이 바로 E-경영 시스템, 레크리에이션 학교, 교내자원센터이다. E-경영 시스템은 학교의 조직적인 관리를 취하기 위해 실행되고 있는데 그 안에는 학생정보시스템, 규율, 특별활동, 학비, 출석체크, 읽기연습교육(NILAM; Nadi Ilmu Amalan Membaca), 시청각 교재, 말레이시아 교육수료증 관련정보 시스템, 말레이시아 상급교육수료증 관련정보 시스템, 저학년 시험(SPM, STPM, PBS/PT3), 교내자원센터의 자동화, 월급, 시간표 및 학교평가시스템 등이 있다.
교내자원센터에서 하는 일은 다음과 같다.
- 매 수업마다 표현에 초점을 둔다.
- 각 교실에 소규모 도서관을 둔다.
- 정보와 지식의 복도를 둔다.